# Adenomera martinezi
Espèce
Synonymes
- Leptodactylus martinezi Bokermann, 1956

Statut de conservation UICN

 LC  : Préoccupation mineure
Adenomera martinezi est une espèce d'amphibiens de la famille des Leptodactylidae.

## Répartition
Cette espèce est endémique du Sud-Ouest de l'État du Pará au Brésil.

## Étymologie
Cette espèce est nommée en l'honneur d'Antonio Martínez.

## Publication originale
- Bokermann, 1956 : Sobre una nueva especie de Leptodactylus del Brasil. Neotropica, vol. 2, no 8, p. 37-40.